# 巴克納 (伊利諾伊州)
巴克納（英語：Buckner）是位於美國伊利諾伊州富蘭克林縣的一個村落。

## 地理
巴克納的座標為38°58′52″N 89°00′56″W / 38.98111°N 89.01556°W，而該地最高點為海拔高度123米（即404英尺）。

## 人口
根據2010年美國人口普查的數據，巴克納的面積為2.31平方千米，當中陸地面積為2.26平方千米，而水域面積為0.05平方千米。當地共有人口426人，而人口密度為每平方千米184人。